# Festival OTI de la Canción 1976
Het OTI Festival 1976 was de vijfde editie van het OTI Festival, georganiseerd door de Organización de Televisión Iberoamericana. de wedstrijd werd georganiseerd door het winnende land van het jaar voordien, Mexico. Spanje won voor de eerste maal met het lied Canta, cigarra.
Bolivia en de Dominicaanse Republiek trokken zich terug. Costa Rica nam voor de eerste maal deel.
| Land                                                     | Artiest                  | Lied                            | Plaats |
| -------------------------------------------------------- | ------------------------ | ------------------------------- | ------ |
| Spanje                                                   | María Ostiz              | Canta, cigarra                  | 1      |
| Venezuela                                                | Las cuatro Monedas       | Soy                             | 2      |
| Chili                                                    | José Alfredo Fuentes     | Era solo un chiquillo           | 3      |
| Brazilië                                                 | Denisse de Kalaffe       | María de las flores             | 4      |
| Colombia                                                 | Amparito                 | Son de tambores                 | 4      |
| Mexico                                                   | Gilberto Valenzuela      | De que te quiero, te quiero     | 6      |
| Uruguay                                                  | Ronald                   | Otra vez cantaré                | 7      |
| Honduras                                                 | Wilson Reynoot           | Por cantarle al mar             | 8      |
| Argentinië                                               | Adriana Santamaria       | Como olvidar que te quise tanto | 8      |
| Guatemala                                                | Hugo Leonel Vaccaro      | Que haré sin ti                 | 8      |
| Panama                                                   | Pablo Azael              | Gracias amor                    | 8      |
| Nicaragua                                                | Peter Vivas              | De sol a sol                    | 8      |
| Costa Rica                                               | Féliz Ángel              | Patria                          | 13     |
| Nederlandse Antillen                                     | Jossy Brokke             | El primer criollo               | 13     |
| El Salvador                                              | Walter Salvador Bautista | Tu que no mueres en la muerte   | 15     |
| Puerto Rico                                              | Edward                   | Quien                           | 15     |
| Peru                                                     | Fernando Llosa           | Quiero salir al sol             | 15     |
| Ecuador                                                  | Tito del Salto           | Esos veinte años                | 15     |
| Verenigde Staten                                         | Carmen Moreno            | Sangre antigua                  | 19     |
| Gaststad: Teatro Juan Ruiz de Alarcón - Acapulco, Mexico |                          |                                 |        |

1972 · 1973 · 1974 · 1975 · 1976 · 1977 · 1978 · 1979 · 1980 · 1981 · 1982 · 1983 · 1984 · 1985 · 1986 · 1987 · 1988 · 1989 · 1990 · 1991 · 1992 · 1993 · 1994 · 1995 · 1996 · 1997 · 1998 · 2000